# Stanisław Michalczyk
Stanisław Franciszek Michalczyk (ur. 2 sierpnia 1956, zm. 5 kwietnia 2024) – polski politolog, medioznawca. dr hab. nauk humanistycznych, profesor nadzwyczajny Instytutu Dziennikarstwa i Komunikacji Medialnej Wydziału Nauk Społecznych Uniwersytetu Śląskiego.

## Życiorys
W 1980 ukończył studia z zakresu nauk politycznych o specjalizacji dziennikarskiej na Uniwersytecie Śląskim. W latach 1980–1982 pracował jako dziennikarz, od 1982 był zatrudniony na macierzystej uczelni, w Zakładzie Dziennikarstwa Instytutu Nauk Politycznych i Dziennikarstwa. 22 grudnia 1987 obronił pracę doktorską Rola tygodników miejskich i miejsko-mikroregionalnych śląskiego regionu prasowo-wydawniczego w lokalnej komunikacji społecznej, napisaną pod kierunkiem Jerzego Mikułowskiego Pomorskiego. 24 kwietnia 2001  habilitował się na podstawie pracy zatytułowanej Media lokalne w systemie komunikowania. Współczesne tendencje i uwarunkowania rozwojowe. Od 2004 kierował nowo utworzonym Zakładem Komunikacji Społecznej w INPiDz UŚ. 3 lipca 2012 nadano mu tytuł profesora w zakresie nauk humanistycznych. Pracował w Wyższej Szkole Ekonomii i Administracji w Bytomiu.
Objął funkcję profesora nadzwyczajnego w Instytucie Dziennikarstwa i Komunikacji Medialnej na Wydziale Nauk Społecznych Uniwersytetu Śląskiego.